# 釜山機張警察署
釜山機張警察署（プサンギジャンけいさつしょ）は、釜山地方警察庁所管の警察署である。

## 管轄区域
- 機張郡

## 沿革
- 2010年11月30日 - 開署、釜山金井警察署から鉄馬、鼎冠の2派出所、釜山海雲台警察署から機張地区隊、日光、長安の2派出所を編入

## 組織
- 署長
  - 聴聞監査官
- 警務課
  - 警務係
  - 経理係
  - 情報通信係
- 生活安全課
  - 112信号センター
- 捜査課
  - 科学捜査チーム
- 警備交通課
  - 警備対策係
  - 交通捜査係
  - 交通安全係
  - 交通管理係
- 情報保安課
  - 情報係
  - 保安係
  - 外事係

## 管轄地区隊
- 機張地区隊

## 管轄派出所
- 日光派出所
- 長安派出所
- 鉄馬派出所
- 鼎冠派出所